# Balcha punctiscutum
Balcha punctiscutum är en stekelart som beskrevs av Gibson 2005. Balcha punctiscutum ingår i släktet Balcha och familjen hoppglanssteklar.
Artens utbredningsområde är Filippinerna. Inga underarter finns listade.